# روجر جاكسون
روجر جاكسون (بالإنجليزية: Roger Charles Jackson)‏ هو مجدف كندي، ولد في 14 يناير 1942 في تورونتو في كندا.

## وصلات خارجية
- روجر جاكسون على موقع الاتحاد الدولي للتجديف (الإنجليزية)
- روجر جاكسون على موقع اللجنة الأولمبية الدولية (الإنجليزية)
- روجر جاكسون على موقع أوليمبيديا (الإنجليزية)
- روجر جاكسون على موقع قاعة كندا للمشاهير الرياضية (الإنجليزية)